# اتو پرمینگر
اُتو لودویگ پرِمینگر (به آلمانی: Otto Ludwig Preminger)‏ (۵ دسامبر ۱۹۰۶ – ۲۳ آوریل ۱۹۸۶) کارگردان و فیلم‌نامه‌نویس آمریکایی زادهٔ اتریش-مجارستان بود که از تئاتر وارد هالیوود شد. او در پنج دهه زندگی حرفه‌ایِ خود ۳۵ فیلم بلند را کارگردانی کرد.

## زندگی و حرفه
اُتو لودویگ پرمینگر در سال ۱۹۰۶ زاده شد. پدرش وکیل دعاوی بود. او بازی در تئاتر را از ۱۶ سالگی آغاز کرد. در سال ۱۹۲۶ دکترای حقوق گرفت و در سال ۱۹۳۵ به آمریکا رفت و پس از اجرای یک نمایش‌نامه، به هالیوود راه پیدا کرد. در سال ۱۹۴۳ تابعیت آمریکا را به‌دست آورد. پرمینگر در لابه‌لای ساخت آثار سینمایی خود به کارگردانی تئاتر نیز می‌پرداخت. او در برخی از فیلم‌هایش در نقش‌های کوچک بازی نیز می‌کرد.
پرمینگر در سال ۱۹۵۵ برای فیلم کارمن جونز موفق به دریافت جایزهٔ خرس برنزی بهترین فیلم در پنجاه و دومین جشنواره فیلم برلین شد.

## فیلم‌شناسی
- عشق بزرگ (۱۹۳۱)
- گرفتار افسون تو (۱۹۳۶)
- خطر، عشق دست در کار است (۱۹۳۷)
- امکان اشتباه (۱۹۴۳)
- در این مدت، عزیزم (۱۹۴۴)
- لورا (۱۹۴۴)
- یک رسوایی سلطنتی (۱۹۴۵)
- فرشته سقوط کرده (۱۹۴۵)
- تابستان جشن صدمین سال (۱۹۴۶)
- همیشه عنبر (۱۹۴۷)
- دی زی کنیون (۱۹۴۷)
- آن خانم قاقم‌پوش (۱۹۴۸)
- فن (۱۹۴۹)
- گرداب (۱۹۴۹)
- جایی که پیاده‌رو به آخر می‌رسد (۱۹۵۰)
- سیزدهمین نامه (۱۹۵۱)
- فرشته صورت (۱۹۵۲)
- ماه آبی است (۱۹۵۳)
- باکره روی پشت‌بام (۱۹۵۳)
- رودخانهٔ بی‌بازگشت (۱۹۵۴)
- کارمن جونز (۱۹۵۴)
- محاکمهٔ نظامی بیلی میچل (۱۹۵۵)
- مرد بازو طلایی (۱۹۵۵)
- ژان مقدس (۱۹۵۷)
- سلام بر غم (۱۹۵۷)
- پورگی و بِس (۱۹۵۹)
- تشریح یک قتل (۱۹۵۹)
- خروج (۱۹۶۰)
- شور و تصویب (۱۹۶۲)
- کاردینال (۱۹۶۳)
- در راه خطر (۱۹۶۴)
- بانی لیک گم شده (۱۹۶۵)
- بشتاب غروب (۱۹۶۷)
- اسکیدو (۱۹۶۸)
- به من بگو که دوستم داری، جونی مون (۱۹۷۰)
- چه دوستان خوبی (۱۹۷۱)
- رُزباد (۱۹۷۵)
- شرایط انسانی (۱۹۷۹)[۱]

## مرگ
پرمینگر در سال ۱۹۸۶ در خانه خود در سمت شرقی منهتن در ۸۰ سالگی بر اثر سرطان ریه درگذشت